# Rhodocleptria incarnata
Rhodocleptria incarnata là một loài bướm đêm trong họ Noctuidae.